# Emscher

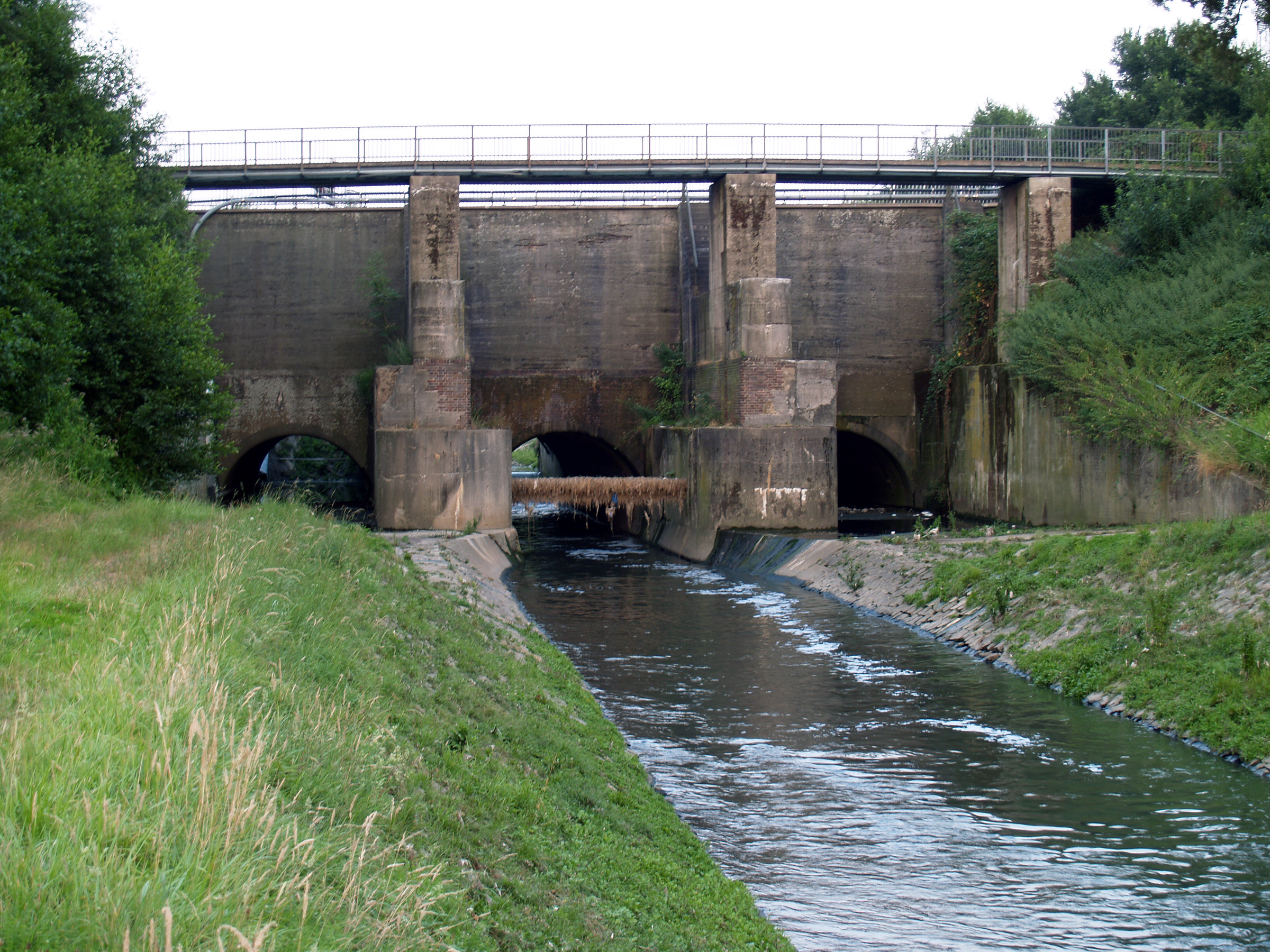
Emscher följes av en lång sträcka av Rhen-Hernekanalen.

Emscher är en biflod från höger till Rhen i Westfalen och Rhenlandet. Den är 98 km lång och utmynnar vid Hamborn.